# 熱帯魚用アクアリウムのメーカーの一覧
アクアリウムメーカー一覧
※掲載していない社も多い

## 一覧
- HOBBY
- TFWインターナショナル
- アクアシステム
- アクアデザインアマノ(ADA)
- アクアニクス(AQUANICS)
- アクア工房
- アズー(AZOO)
- イトスイ（COMET）
- いぶきエアストーン(キング砥石)
- エヴァリス(EVERES)
- エーハイム(EHEIM)
- エコテックマリン(ECOTECH MARINE)
- エムエムシー企画
- カリブシー(Carib Sea)
- キョーリン
- クラマタ産業
- クリオン(CLION)
- グローテック(GroTech)
- シーケム
- ジェックス(GEX)
- ジクラ(Zicra)
- シューラン(SCHURAN)
- ジュンコーポレーション
- シラクラ
- スドー(SUDO)
- セムコーポレーション(CEMCO)
- セラ(Sera)
- ゼンスイ
- ソネケミファ
- ダイカ(大化株式会社)
- テクニカ
- テトラ(Tetra)
- デュプラ(Dupla)
- ナプコリミテッド(NAPQO,Ltd.)
- ニチドー(日本動物薬品)
- ニッソー(NISSO)
- バーズアイ水槽(spring Co.,Ltd)
- バイオラボトット(totto)
- バイコム(BICOM)
- パピエC
- プレココーポレーション
- フレックス(FLEX)
- ヘーゲン(HAGEN)
- マーフィード(Marfied)
- マリンテック
- レイシー(REI-SEA)
- レッドシー(Red Sea)
- 貝沼産業
- 興和システムサービス
- コトブキ工芸(KOTOBUKI)
- 神畑養魚(カミハタ)
- 水作(Suisaku)
- 世晃産業(SECOH)
- 東熱
- 日成産業
- 日東機材(nitto)
- 日本動物薬品
- 富士アクリル工業
- 平尾計量器製作所
- 鈴木製作所(旧トモフジ)
- MAME・DESIGN